# Manfred Engeli
Manfred Engeli (* 1937) ist ein Schweizer Psychologe, Psychotherapeut, Eheberater, Seelsorger und Supervisor.

## Leben
Manfred Engeli studierte Sprachen sowie Geschichte und war als Lehrer tätig. Später studierte er Psychologie und Psychotherapie an der Universität Bern. Er promovierte in Psychologie und war anschließend als Gesprächs-, Verhaltens-, Familien- und Paartherapeut und als Supervisor tätig. Er gründete 1982 die Christliche Beratungsstelle Bern (heute Christliches Therapiezentrum Siloah) und leitete sie bis 2002. Seit seiner Pensionierung ist Engeli als Autor, Referent und in der Ausbildung von Eheberatern im deutschen, französischen und italienischen Sprachraum und in Osteuropa tätig. So erwähnt etwa der Leiter der Stiftung Gott hilft, Daniel Zindel, seine Ausbildung bei Engeli.
2005 gründete Engeli den Verein LiSa Eheatelier, um die Ausbildung von Eheberatern zu verstärken. Sein Buch Finale Eheseelsorge wurde ins Italienische, Französische und Englische übersetzt. 

## Lehre
Engelis Hauptanliegen sind gesunde Ehen. Er versteht die Ehe als einen Bund zwischen Gott, Mann und Frau, in dem auch Gott aktiv handeln darf. Das kann Entlastung für Mann und Frau bewirken, weil dann Liebe nicht mehr geleistet und erbracht werden muss. Für eine solche verbindliche Eheform muss sich ein Paar entscheiden, damit Liebe zwischen allen drei Partnern fliessen kann. Treue und Verbindlichkeit halten dieses System intakt. Flexibilität ist eine weitere wichtige Fähigkeit, um sich auf einen Partnerwunsch einzulassen, den man zuerst nicht will und der trotzdem zum Gewinn wird. Das führt zu mehr Liebe, Wachstum, Stärke und innerer Freiheit. Die Kirchen sollten vermehrt Schulungen zu einem solchen Eheverständnis anbieten.

## Privates
Engeli ist verheiratet mit Anne-Fleurette, sie haben gemeinsam fünf erwachsene Kinder. Sie wohnten in Kehrsatz und in Gerzensee bei Bern.

## Publikationen
- Das handlungsbegleitende laute Selbstgespräch. Dissertation, Bern 1982.
- Finale Eheseelsorge. Scesaplana, Seewis 2006, 3. Auflage 2011; auch in Italienisch erschienen. ISBN 978-3-9523310-0-2
- Makarios. Der Weg, ein glücklicher Mensch zu werden. Neufeld, Schwarzenfeld 2011. ISBN 978-3-86256-019-6
- Gottes Angebote. Final ausgerichtete Seelsorge. Neufeld, Schwarzenfeld 2012, ISBN 978-3-86256-020-2 (frz. Les offres de Dieu)
- Was Gott zusammengefügt hat... Ermutigung für die Ehe, Neufeld, Cuxhaven 2021, ISBN 978-3-86256-173-5